# ドネツ川
ドネツ川（ドネツがわ、ウクライナ語: Сіверський Донець、シヴェルシキー・ドネツィ; ロシア語: Северский Донец、セヴェルスキー・ドネツ）は、東ヨーロッパ平原の南に位置する川。
ウクライナで4番目に長い川（参考: ウクライナの川の一覧）である。ベルゴロド北方の中央ロシア高地に発し、ウクライナの南東部（ハルキウ州、ドネツィク州、ルハーンシク州）を貫流し、再びロシア（ロストフ州）を流れ、アゾフ海からおよそ100 km上流で、ドン川に合流する。ウクライナで4番目に大きく、東ウクライナで最も大きな川である。東ウクライナで真水の取水源として重要である。ドネツ盆地（一般に、ドンバスとして知られる）はこの川の名前に由来する。ドンバスは旧ソ連の、そして現在のウクライナの重要な採炭地域である。
下流の315 km程は水運が可能であり、ウクライナのドネツ盆地の石炭採掘と工業に大きく貢献する。

## 語源
ドン(Дон)およびその指小形ドネツ(Донец)はイラン系サルマタイ語 Dānu(川)に由来する。V. Abaevによれば、ドンはイラン系スキタイ・サルマタイ語 Dānu(川)に由来する。スキタイ・サルマタイ人は、紀元前1100年から中世初期の間、この地域から黒海の北方にかけて居住していた。
2世紀にプトレマイオスはドン川をタナイス川（Tanais）として知った。そして西ヨーロッパ人はドン川が「小タナイス」すなわちドネツと呼ばれる重要な支流を持つと認識した。
スラヴ名Северский Донец（ラテン翻字例: Severcky Donets）は、その川がシヴェーリア人（露: Северяне）の地から流れ出している事実に由来する。
イタリア系ポーランド人歴史家アレッサンドロ・グアニーニ（1538年 - 1614年）は次のように書いた。「シヴェーリア公国に淵源を持ち（それ故Donets Severskyと呼ばれた）、アゾフの上でタナイス川に流れ込む小さなタナイス川もある」と。
「北ドネツ川」と表記される場合があるが、これはシヴェーリア人に由来するセーベルスキー（Северский、Severcky）の名が、誤って「北の」を意味するセーベルヌイ（Северный、Severny）に置き換えられたためである。

## 地理学と水文学

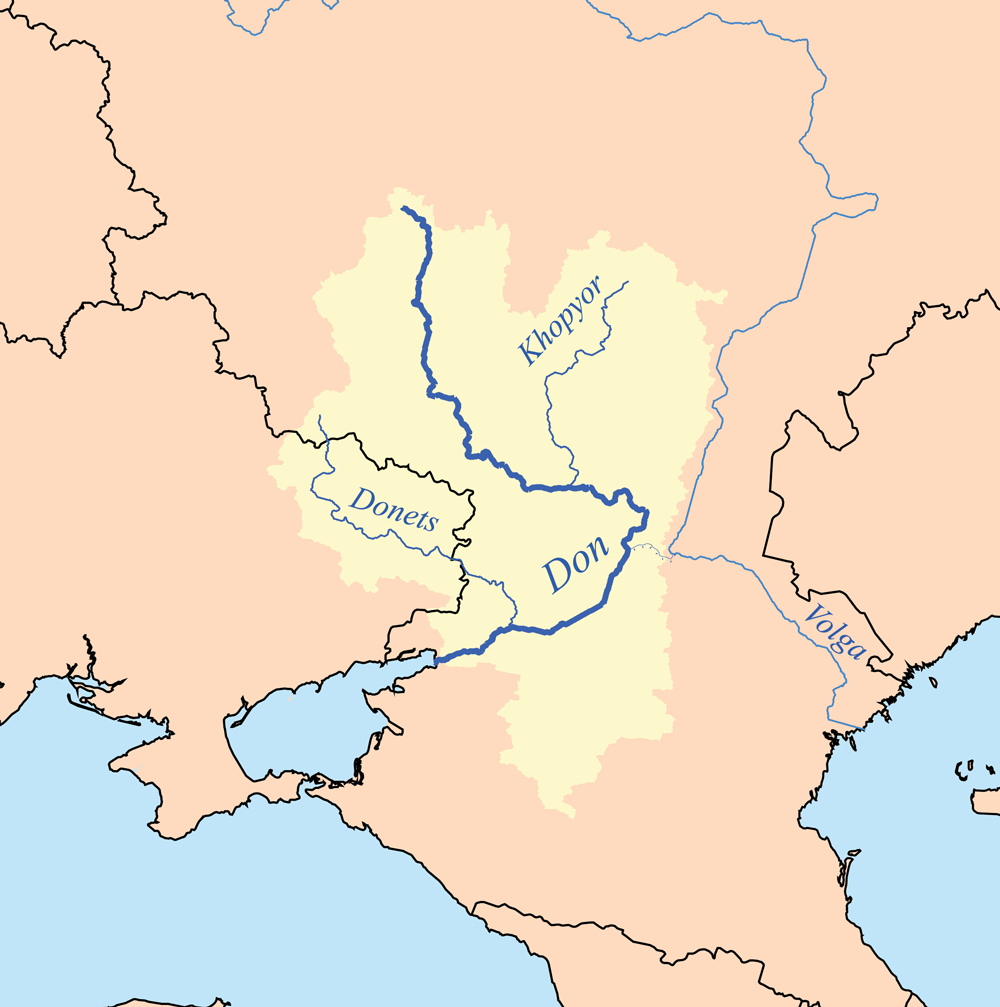
ドン川の西側に位置するドネツ川

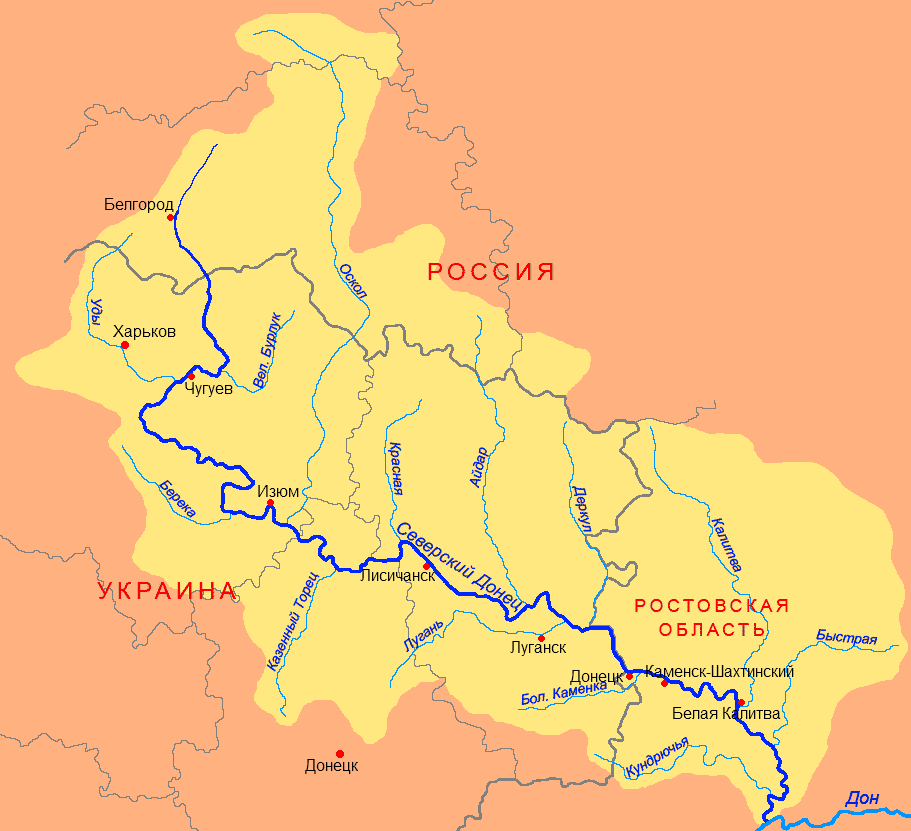
ドネツ川流路(ロシア語)

ドネツ川は、東ウクライナ最大の川であり、ドン川最大の支流である。全長は1,053 km、流域面積は98,900 km2。全長の大部分950 kmはウクライナを横断して拡がる。年間の平均流量（毎秒）は源流付近で25立方メートル、ドン川との合流点で200立方メートルである。
ドネツ川源流はベルゴロドの北、プロホロフカ地区、Podolkhi村近くの中央ロシア高地、海抜200メートルの地点に位置する。
その流域には3,000本以上の川があり、内425本は10 km以上、11本は100 km以上の長さがある。内1011本の川は直接ドネツ川に流れ込む。
これらの河川群の元は大部分が融雪水であり、その結果、水の供給量は年間通じて一定ではない。春の大増水はおよそ2か月間、2月から4月まで続く。この期間の水位は3メートルから8メートル増加する。洪水は川沿いに建設された豊富な人工貯水池のおかげで滅多にない。
川幅は大部分30から70メートルの範囲であり、時に100-200メートル、貯水池地域では4 kmに及ぶ。川底は砂質で平坦でなく、深さは0.3から10メートル、平均2.5メートルである。
ドネツ川は12月半ば頃から3月後半まで凍結し、20–50 cmの厚い氷で覆われる。ドン川河口から218 km、海抜5.5メートルの位置で合流する。ドネツ川の高低差は195メートル、平均勾配は0.18 m/kmである。

## 戦場として
2022年ロシアのウクライナ侵攻では、ドネツ川に架橋を行い渡河を試みるロシア軍と、これを阻止しようとするウクライナ軍との間で交戦が行われた。ウクライナ側は2022年5月までに9回にわたり渡河を退け、合計70両以上の戦車や歩兵戦闘車などを破壊したと発表した。